# V.J. King
Vincent Earl King jr., detto V.J. (Cleveland, 22 gennaio 1997), è un cestista statunitense.

## Palmarès
- McDonald's All-American Game (2016)